# Neonova krstionica
Neonova krstionica (talijanski: Battistero Neoniano) je vrlo važan ranokršćanski spomenik u talijanskom gradu Ravenni. Ona je zajedno sa sedam drugih spomenika upisana na UNESCO-ov popis mjesta svjetske baštine u Europi 1996. godine pod imenom: "Ranokršćanski spomenici i mozaici u Ravenni", kao "najpotpunija i najbolje sačuvana ranokršćanska krstionica, koja je jedinstvena u očuvanju načina prikazivanja ljudske figure iz klasične antičke umjetnosti". 
Neonova krstionica je najstarija građevina u gradu, dijelom izgrađena na mjestu starorimskih kupki. Također je poznata i kao Pravovjerna krstionica kako bi ju razlikovali od obližnje Arijanske krstionice koju je dao izgraditi ostrogotski kralj Teodorik I. nekih sedamdesetak godina kasnije. 
Građevinu osmerokutnog oblika od opeke je započeo biskup Ursus koncem 4. i početkom 5. stoljeća, kao dio velike Bazilike koja je uništena 1734. godine. Dovršio ju je biskup Neon koncem 5. stoljeća, kada su završene i dekoracije od mozaika. Građevina ima osam stranica, što simbolizira sedam dana u tjednu i jedan dan više kao simbol posljednjeg Uskrsnuća i Vječnog života. Ima dvije polukružne apside i lučne prozore na gornjem dijelu svake strane, iznad kojih su dvije plitke niše. Izvorni pod joj je, kao i u drugih ravenskih spomenika, nekih 2,3 m pod zemljom, tako da joj se izvorni oblik i način na koji je bila povezana s drugim građevinama ne vidi.
Unutra se nalazi velika kamena krstionica u sredini, a polukružne niše između arkada, kao i zidovi iznad i kupola su ispunjene mozaicima. Mozaik u kupoli prikazuje Krštenje Kristovo. Krist je prikazan bez brade, androgeničan, napola uronjen u rijeku Jordan, dok je iznad njega Sveti Ivan Krstitelj ogrnut leopardovim krznom. Nasuprot njega je pogansko božanstvo u grčkom ogrtaču, personifikacija Jordana. Iznad njih leti bijela golubica koja pršće svetu vodu iz svog kljuna, simbol Duha Svetoga. Oko njih su radijalno poredani Apostoli u dva niza koji završavaju sastankom Svetog Petra sa Svetim Pavlom, a ispod, na arhitravu između kupole i gornjih arkada nalazi se niz s arhitekturom i svecima.
Cijela građevina i središnji mozaici su, vjerojatno namjerno, kopirani u Arijanskoj krstionici koja je izgrađena oko 70 godina kasnije.
- Krstionica u unutrašnjosti
- Prozori i zidovi iznutra
- Mozaik ispod kupole, a iznad gornjih arkada
- Mozaici u kupoli

## Vanjske poveznice
- The Mosaics of the Baptistry of Neon (engl.)
- Battistero Neoniano na Sacred Destinations (engl.)